# Koen Bouwman
Koen Bouwman (født 2. december 1993 i Ulft) er en cykelrytter fra Holland, der er på kontrakt hos Team Jayco AlUla.